# 第55回NHK紅白歌合戦
『第55回NHK紅白歌合戦』（だいごじゅうごかいエヌエイチケイこうはくうたがっせん）は、2004年（平成16年）12月31日にNHKホールで行われた、通算55回目のNHK紅白歌合戦。19時30分 - 21時20分および21時30分 - 23時45分にNHKで生放送された。

## 概要
- 今回のテーマは「愛・感動・希望の歌を」[1]
- オープニングは、室伏広治、野口みずき、野村忠宏の3名が開会宣言を行い、「歌のプレゼント」と題してリボンが引くと布が外れ、出場歌手が出てくるという形であった。
- 名前表示はここ3年間司会・審査員・応援ゲスト並びにポップス歌手は角ゴシック体、演歌歌手は楷書体という風に分けられていたが、今回は全てゴシック体であった。 また、歌詞テロップの書体が前回と違うものであった（前回までは歌詞テロップに写研のナールが使われていたが、今回ではフォントワークスのスーラが使われていた）。
- 後藤真希&松浦亜弥は、当初は後藤･松浦･安倍なつみのユニット｢後浦なつみ｣として出場する予定だったが、出場歌手発表後に安倍の過去の写真集・エッセイ集での詩の盗用疑惑が発覚し、安倍は2ヶ月間活動自粛･出場辞退をしたため、後藤と松浦のユニットで出場した。
- 番組側は韓国ドラマ『冬のソナタ』の出演者であるペ・ヨンジュンとチェ・ジウにゲスト出演のオファーを送ったが、両者いずれも辞退した[2]。
- アテネオリンピックに出場した選手らが、応援ゲストとして多く出演。
- ORANGE RANGEは、沖縄県沖縄市の空港通りで行われた年越しイベントの会場から中継で出演した。
- ショーコーナーで、出場歌手が旗揚げ対決をする「紅あげ白あげ紅白ハタ合戦」が行われたが、視聴者から多くの批判が集まった。また、このコーナーの進行役を務めた和田アキ子は「（この企画を）考えた方は相当疲れているんでしょうね」「民放なら考えられない」とリハーサルの時点で報道陣から受けた取材に皮肉を述べている。
- ジョン・健・ヌッツォはこの年の大河ドラマ『新選組!』の主題歌「新選組!メイン・テーマ」を歌唱。ただ同作の主演を務めた香取慎吾が属するSMAPは今回出場を辞退している。曲前には前川清と氷川きよしが隊員服を着て審査員席に登場し、中村勘九郎（後の中村勘三郎）と滝沢秀明（タッキー&翼。滝沢は香取の後輩である）に話をふる場面があった。
- 特別審査員を務めた橋田壽賀子が番組内で美川憲一に扮した応援ゲストのコロッケに感想を求められた際「知ってる歌が1つもない」と述べる一幕があった[3]。また橋田は番組終了後に舞台袖で報道陣の取材を受けた際には、「大トリの小林幸子さんの『雪椿』だけ知っていた」と発言している。
- 第1部後半において、出場歌手で「上を向いて歩こう」が大合唱された。
- 1995年（平成7年）の阪神・淡路大震災から10年を迎えるということで、前川清が「そして、神戸」を第46回（1995年）以来9年ぶりに歌唱した。ゴスペラーズもコーラス参加した。
- 第1部のラストは夏川りみが担当し、3年連続で「涙そうそう」を歌唱。同一曲の3年連続歌唱は第28回（1977年） - 第30回（1979年）における千昌夫の「北国の春」以来2例目、紅組歌手では初めて。
- 韓国出身歌手のイ・ジョンヒョンとRyuが直接対決となり話題を呼んだ。
- ゆずの「栄光の架橋」（アテネオリンピックのNHK中継テーマソング）の歌唱前には、アテネオリンピックの体操競技で金メダルを獲得した選手一同が実況を担当した刈屋富士雄と共に登場した。
- 白組トリはこの年デビュー40周年を迎えた五木ひろしが担当し、「雪燃えて」（金曜時代劇『最後の忠臣蔵』主題歌）を歌唱。
- 紅組トリおよび大トリは小林幸子（この年同じくデビュー40周年。小林は2回目の紅組トリ且つ自身初の大トリ担当となる）の「雪椿」。小林が大トリに起用された理由はこの年の10月23日に発生した新潟県中越地震の影響によるもの（小林は新潟県新潟市(現・新潟市中央区)出身である）。豪華な衣装で知られる小林は、故郷の災害に心を痛め、派手な衣装を封印し、黒い布地に椿の花が描かれたシンプルな着物で歌唱した。視聴者やファンからは「豪華な衣装が見れずに残念」という声が多く見られた。また、本紅白での披露を予定していた衣装については、2005年1月25日放送の『NHK歌謡コンサート』で小林が改めて披露した。
- 曲順発表前、『スポーツニッポン』（2004年12月24日付）が小林の大トリ内定を報じていた[4]。その他、『日刊スポーツ』（2004年11月25日付）は氷川きよし（5年連続出場達成）が白組トリおよび大トリの最有力候補と伝えた。
- 8対5で紅組が優勝（お茶の間デジタル審査員では42108対26929で白組がリードしていたが、特別審査員では8対3と紅組が逆転）。紅組の優勝は今回を最後に第62回（2011年）まで途絶えることとなった。また、紅組歌手の大トリ起用は今回を最後に第65回（2014年）までなかった。

### 結果
- 審査方法は、お茶の間デジタル審査員の票で優勢な方にボール2個が与えられた（観客は審査に参加出来ず。翌年の第56回以降は再び観客も参加している）。お茶の間デジタル審査員の票は42,108対26,929で白組が圧倒的であったが、特別審査員の多く（=8名）が紅組に投票したため、紅組が8対5で優勝。
- お茶の間デジタル審査員の票を覆す結果となったことには、視聴者・マスコミから批判の声も上がった[5]。
- 今回の結果に批判が寄せられたことや不祥事に伴う信頼回復策の一環として視聴者の意見を重視してイメージアップを図ることを目的に翌年の第56回における審査方法は会場審査員・視聴者を含めた全審査員の投票数全てをそのまま反映する形とした[6]。

### 再放送
- 前回に続き、2005年（平成17年）2月11日（16:55 - 18:45、19:30 - 21:45）に再放送が行われた。
- 再放送の視聴率は第1部が8.6%、第2部が14.6%。
- 地上波での再放送はそれから19年後の2024年12月14・15日（いずれも16:30 - 17:54）に於ける第22回（1971年）まで待つ事となった。

## 司会者
- 紅組司会：小野文惠（東京アナウンス室）
- 白組司会：阿部渉（東京アナウンス室）
- 総合司会：堀尾正明（東京アナウンス室）
- ラジオ中継：藤崎弘士、住吉美紀（いずれも東京アナウンス室）

小野・堀尾は初司会。阿部は4年連続の白組司会。
司会発表後、『ゲンダイネット』（2004年11月18日付）が「当初紅組司会はここ3年間の担当者である有働由美子（東京アナウンス室）が続投する予定だったが、この年起こったNHKの不祥事により当時NHK会長の海老沢勝二の肝煎りだった有働の起用案が流れ、有働の後輩である小野に変更となった」と報じた。
堀尾はこの以前、2000年（第51回）に白組司会の候補に挙がっていたとされる。総合司会について、「選ばれたのは、この年にオリンピックキャスターをやったのが大きかった」と語っている。
海老沢による「NHK色を強めたい」との強い意向により、2001年（第52回）から続いていたNHKアナウンサーのみの司会体制は翌年海老沢が会長職を辞任したことで結果的に今回が最後となった。
阿部の連続司会が今回までとなったことを始め、小野と堀尾も翌年司会担当を降りている。小野と阿部は後に総合司会として司会復帰しているが、堀尾は2008年度末でNHKを退職した事で結果的に今回1度限りとなっている。

## メイン演奏
- 紅白GOGOオーケストラ（指揮 宮下博次）
  - 平成に入って初めて三原綱木とザ・ニュー・ブリードが出演しなかった。ダン池田がバンドマスターだった第26回（1975年）以来、ザ・ニューブリードが登場しなかったのは、この時と第63回（2012年）以降（第63回以降はメイン演奏そのものが存在しない）がある。

## 審査員
- 野口みずき（陸上選手）：2004年アテネオリンピック陸上女子マラソン金メダル。
- 野村忠宏（柔道選手）：2004年アテネオリンピック柔道男子60kg級金メダル。
- 橋田壽賀子（脚本家）：翌年のNHK開局80周年記念ドラマ『ハルとナツ 届かなかった手紙』の作者。
- 中村勘九郎（歌舞伎俳優）：第50回（1999年）の白組司会。翌年十八代目・中村勘三郎を襲名。
- 荒川静香（フィギュアスケート選手）：この年のNHK杯女子シングル優勝。
- 滝沢秀明（歌手・俳優・タレント・タッキー&翼のメンバー）：翌年の大河ドラマ『義経』の主人公・源義経役。
- 高島礼子（女優）：この年の金曜時代劇『御宿かわせみ』の主人公・庄司るい役。
- 和田一浩（西武ライオンズ外野手）：2004年アテネオリンピック野球・銅メダル、並びにライオンズを日本一に導く。
- 森光子（女優）：第13回（1962年）・第29回（1978年）・第35回（1984年）の紅組司会。『ハルとナツ 届かなかった手紙』の主人公・高倉ハル役。
- 日野原重明（聖路加国際病院理事長）：2001年より出版の著書『生きかた上手』シリーズがベストセラー。
- 中村季恵・NHK番組制作局長
- お茶の間デジタル審査員（デジタル総合・BShiデジタルの視聴者）

NHK番組制作局長が務めていた審査委員長は今回で撤廃となった。

## 大会委員長
- 関根昭義･NHK放送総局長
NHK放送総局長が務めていた大会委員長は今回で撤廃となった。

## 出場歌手
紅組、      白組、      企画、      初出場、      返り咲き。
| 曲順 | 組 | 歌手名               | 回 | 曲目                                              |
| ---- | -- | -------------------- | -- | ------------------------------------------------- |
| 1    | 紅 | 上戸彩               | 初 | 愛のために。                                      |
| 2    | 白 | TOKIO                | 11 | 自分のために                                      |
| 3    | 紅 | モーニング娘。       | 7  | 2004年 愛・涙・キッス 紅白スペシャル              |
| 3    | 紅 | W                    | 初 | 2004年 愛・涙・キッス 紅白スペシャル              |
| 4    | 白 | w-inds.              | 3  | 四季                                              |
| 5    | 紅 | aiko                 | 3  | 花風                                              |
| 6    | 白 | 河口恭吾             | 初 | 桜                                                |
| 7    | 紅 | 森山良子             | 9  | あなたが好きで                                    |
| 8    | 白 | ジョン・健・ヌッツォ | 2  | 「新選組!」メイン・テーマ                         |
| 9    | 紅 | 水森かおり           | 2  | 釧路湿原                                          |
| 10   | 白 | 山本譲二             | 13 | ふるさとのはなしをしよう                          |
| 11   | 紅 | 川中美幸             | 17 | おもろい女                                        |
| 12   | 白 | 堀内孝雄             | 16 | カラスの女房                                      |
| 13   | 紅 | BoA                  | 3  | QUINCY                                            |
| 14   | 白 | EXILE                | 2  | Carry On                                          |
| 15   | 紅 | 後藤真希             | 2  | 冬の童謡〜メリークリスマス&ハッピーニュー2005年〜 |
| 15   | 紅 | 松浦亜弥             | 4  | 冬の童謡〜メリークリスマス&ハッピーニュー2005年〜 |
| 16   | 白 | nobodyknows+         | 初 | ココロオドル                                      |
| 17   | 白 | 美川憲一             | 21 | 納沙布みれん                                      |
| 18   | 紅 | Every Little Thing   | 8  | 恋文                                              |
| 19   | 白 | ORANGE RANGE         | 初 | ロコローション                                    |
| 20   | 紅 | 島谷ひとみ           | 3  | ANGELUS -アンジェラス-                            |
| 21   | 白 | 氣志團               | 初 | One Night Carnival                                |
| 22   | 紅 | 中村美律子           | 11 | 河内おとこ節                                      |
| 23   | 白 | 布施明               | 20 | マイ・ウェイ                                      |
| 24   | 紅 | 島倉千代子           | 35 | 人生いろいろ                                      |
| 25   | 白 | 前川清               | 14 | そして、神戸                                      |
| 26   | 紅 | 夏川りみ             | 3  | 涙そうそう                                        |

| 曲順 | 組   | 歌手名             | 回 | 曲目                                    |
| ---- | ---- | ------------------ | -- | --------------------------------------- |
| 27   | 紅   | 平原綾香           | 初 | Jupiter                                 |
| 28   | 白   | ポルノグラフィティ | 3  | 黄昏ロマンス                            |
| 29   | 紅   | 大塚愛             | 初 | さくらんぼ                              |
| 30   | 白   | CHEMISTRY          | 4  | 白の吐息                                |
| 31   | 紅   | イ・ジョンヒョン   | 初 | Heaven 2004                             |
| 32   | 白   | Ryu                | 初 | 最初から今まで                          |
| 企画 | 企画 |                    |    | 紅あげ白あげ紅白ハタ合戦                |
| 33   | 紅   | DREAMS COME TRUE   | 9  | やさしいキスをして                      |
| 34   | 白   | Gackt              | 4  | 君に逢いたくて                          |
| 35   | 紅   | 浜崎あゆみ         | 6  | Moments                                 |
| 36   | 白   | ゴスペラーズ       | 4  | ミモザ                                  |
| 37   | 紅   | 藤あや子           | 13 | 雪荒野                                  |
| 38   | 紅   | 長山洋子           | 11 | じょんから女節                          |
| 39   | 白   | 鳥羽一郎           | 17 | 大阪湾                                  |
| 40   | 白   | 細川たかし         | 30 | 下北漁歌                                |
| 41   | 白   | 松平健             | 初 | マツケンサンバII                        |
| 42   | 紅   | 一青窈             | 2  | ハナミズキ                              |
| 43   | 紅   | 和田アキ子         | 28 | あの鐘を鳴らすのはあなた                |
| 44   | 白   | ゆず               | 2  | 栄光の架橋                              |
| 45   | 紅   | 中島美嘉           | 3  | 朧月夜〜祈り                            |
| 46   | 白   | さだまさし         | 16 | 遙かなるクリスマス 紅白歌合戦バージョン |
| 47   | 紅   | 倉木麻衣           | 2  | 明日へ架ける橋                          |
| 48   | 白   | 森進一             | 37 | さらば青春の影よ                        |
| 49   | 紅   | 坂本冬美           | 16 | 播磨の渡り鳥                            |
| 50   | 白   | 北島三郎           | 41 | 峠                                      |
| 51   | 紅   | 石川さゆり         | 27 | 一葉恋歌                                |
| 52   | 白   | 氷川きよし         | 5  | 番場の忠太郎                            |
| 53   | 白   | 平井堅             | 4  | 瞳をとじて                              |
| 54   | 紅   | 天童よしみ         | 9  | 男の夜明け                              |
| 55   | 白   | 五木ひろし         | 34 | 雪燃えて                                |
| 56   | 紅   | 小林幸子           | 26 | 雪椿                                    |

### 選考を巡って
NHKの不祥事に絡んで出場者選考の透明性が求められたため、紅白に出て欲しい歌手のアンケート結果を久々に公表する（上位15組には出演交渉を行う）など新しい試みを取り入れた。
この年、デビュー50周年を迎えた島倉千代子も、アンケートで上位にランクインしたことから1996年（第47回）以来8年ぶりの復帰となり、紅組歌手史上初の35回出場を達成した。今回の島倉（当時66歳9か月）は、当時紅組歌手の最年長出場記録となっていた（島倉の死後から3年後、2016年〈第67回〉に出場した当時67歳9か月の髙橋真梨子に塗り替えられた。）。島倉は今回の出場について、「50年歌手活動を続けてきて良かった」と思ったという。島倉にとっては、これが生涯最後の出場となった。（島倉は2013年11月8日にガンのため75歳で死去した。）
上位にランクされた歌手のうち、出場を辞退したのは宇多田ヒカル（「スケジュールが合わないため」）、柴咲コウ（「女優業に専念したいため」）、松田聖子（「カウントダウンコンサート開催のため（デビュー25周年突入の瞬間はファンと迎えたい）」）、SMAP（「この年新曲を発表しなかったため」）、サザンオールスターズ（「横浜でのカウントダウンコンサート開催のため」）、Mr.Children（「年末年始を次の音楽活動の準備期間にしたいため」）。なお、Mr.Childrenは裏番組『第46回日本レコード大賞』（TBS系列）に生出演し大賞を受賞している。
続いて、翌年（第56回）では『スキウタ〜紅白みんなでアンケート〜』が実施された。
| 順位 | 紅組         | 紅組 | 白組                 | 白組 |
| 順位 | 歌手         | 出場 | 歌手                 | 出場 |
| ---- | ------------ | ---- | -------------------- | ---- |
| 1位  | 天童よしみ   | ○    | 氷川きよし           | ○    |
| 2位  | 宇多田ヒカル | ×    | SMAP                 | ×    |
| 3位  | 柴咲コウ     | ×    | 北島三郎             | ○    |
| 4位  | 坂本冬美     | ○    | 平井堅               | ○    |
| 5位  | 浜崎あゆみ   | ○    | 五木ひろし           | ○    |
| 6位  | 石川さゆり   | ○    | サザンオールスターズ | ×    |
| 7位  | 小林幸子     | ○    | 森進一               | ○    |
| 8位  | 森山良子     | ○    | 細川たかし           | ○    |
| 9位  | 夏川りみ     | ○    | ポルノグラフィティ   | ○    |
| 10位 | 大塚愛       | ○    | ゆず                 | ○    |
| 11位 | 和田アキ子   | ○    | ORANGE RANGE         | ○    |
| 12位 | 松田聖子     | ×    | Mr.Children          | ×    |
| 13位 | aiko         | ○    | 鳥羽一郎             | ○    |
| 14位 | 島倉千代子   | ○    | 美川憲一             | ○    |
| 15位 | BoA          | ○    | さだまさし           | ○    |

SMAPの辞退について、視聴者からNHKに問い合わせが殺到した。同メンバーの草彅剛は「ファンの方や寂しく思ってくれる方に申し訳ない。来年はSMAPの新しい音楽活動を見せたい」と陳謝。紅白なしの大晦日については「メンバーで鍋パーティーをしたい」と述べた。なお、番組側はSMAPにギリギリのタイミングまで出演交渉を行ったという。また、SMAPが辞退したため、ジャニーズ事務所からの出場はTOKIOのみとなった。
安室奈美恵（多忙のため）、谷村新司（自身の中国・上海音楽学院での教授業優先のため）は辞退した。
ハロー!プロジェクトのユニット・後浦なつみが初出場する予定であったが、メンバーである安倍なつみが自作の詩の盗作問題により出場を辞退したため、後藤真希&松浦亜弥として出場するという事態になった。
初出場の氣志團は、メンバーの星グランマニエが転落事故による療養中だったことで5人での参加となった。星のいるはずだった位置には、ギターを弾いている星を模したマネキン人形が置かれた。
デビュー15周年を迎えたDREAMS COME TRUEが、1997年（第48回）以来7年ぶりに紅白に復帰。
中村美津子は2002年（第53回）以来2年ぶり出場。
それまで隔年出場だったポルノグラフィティが今回から2014年（第65回）まで毎年出場した。
出場歌手発表前、週刊誌でMISIA（この年上期の連続テレビ小説『天花』の主題歌「名前のない空を見上げて」を担当）、タッキー&翼（同メンバーの滝沢秀明が翌年の大河ドラマ『義経』で主演）の出場が取り沙汰されたものの、実現せず。滝沢は特別審査員として出演した。また、この年下期の連続テレビ小説『わかば』の主題歌「泣いたりしないで」を担当した福山雅治の出場も実現しなかった。
この年「片道切符」がヒットした北山たけしは不選出となったが、翌年（第56回）で初出場を果たした。

### その他
4年連続出場（初出場以来）のGackt、3年連続出場（通算4回）の平井堅、2年連続出場（初出場以来）のEXILE・ゆずは翌年いずれも出場を辞退したため、今回で連続出場が途絶える。Gackt・平井・EXILEは2007年（第58回）、ゆずは2009年（第60回）に再出場を果たしている。同じく今回返り咲き出場をした中村美津子も翌年と2006年（第57回）は不出場となったが、2007年（第58回）に復帰した。
初出場以来8年間で連続出場をしていたEvery Little Thingや返り咲き出場以来5年連続出場（通算13回）していた山本譲二は今回が最後の出場となっている。

## ゲスト出演者

### 2004年アテネオリンピックメダリスト
- 室伏広治：陸上男子ハンマー投金メダル。
- 吉田沙保里：レスリング女子55kg級金メダル。
- 伊調馨：同63kg級金メダル。
- 谷本歩実：柔道女子63kg級金メダル。
- 上野雅恵：同70kg級金メダル。
- 阿武教子：同78kg級金メダル。
- 塚田真希：同78kg超級金メダル。
- 塚原直也、米田功、冨田洋之、水鳥寿思、鹿島丈博、中野大輔：体操男子団体金メダル。
- 山本博：アーチェリー男子個人銀メダル。
- 浜口京子：レスリング女子72kg級銅メダル。

### 演奏ゲスト
- 服部隆之：ジョン・健・ヌッツォの合唱指揮。
- 倉本裕基：Ryuのピアノ伴奏。
- 門司肇：「紅あげ白あげ紅白ハタ合戦」の電子オルガン伴奏。
- 一噌幸弘：藤あや子の笛伴奏。
- 田中傳次郎：鼓で同上。
- 藤原道山：長山洋子の尺八伴奏。
- 浅野町子：細川たかしの太鼓伴奏。
- マシコタツロウ：一青窈のピアノ伴奏。
- 松任谷正隆：ゆずのピアノ伴奏。
- 葉加瀬太郎：中島美嘉のヴァイオリン伴奏。
- 宮川泰：エンディング「蛍の光」で指揮担当。

### スペシャルゲスト
- イ・ビョンホン（俳優）：この年NHKで放送された韓国ドラマ『美しき日々』の主人公・イ・ミンチョル役。

### 応援ゲスト
- 小川直也：後藤真希&松浦亜弥の曲紹介および松平健の応援。
- モリゾー・キッコロ（愛・地球博マスコットキャラクター）：後藤真希&松浦亜弥の曲中およびnobodyknows+の曲紹介。
- 波田陽区、青木さやか：島谷ひとみと氣志團の曲の間でネタ披露。
- 原田夏希：この年下期の連続テレビ小説『わかば』のヒロイン・高原（藤倉）若葉役。前川清の曲紹介。
- 松坂慶子：藤あや子〜細川たかしの曲紹介。
- アニマル浜口（元プロレスラー・浜口京子の父）：松平健の曲紹介。
- 刈屋富士雄（東京アナウンス室）：ゆずの曲紹介。

### バックダンサー
- 美少女クラブ31：上戸彩のバックダンサー。
- Berryz工房&ハロー!プロジェクト・キッズ：後藤真希&松浦亜弥のバックダンサー。
- 真島茂樹：松平健のバックダンサー。

## 視聴率
本紅白は、関東地区における視聴率が史上初めて40%を割った（第1部30.3%、第2部39.3%、ビデオリサーチ社調べ、以下同じ）。さらに、仙台地区では30%も割った史上最低平均視聴率（第1部26.6%、第2部27.2%）を記録。なお、本紅白放送からわずか1ヶ月後の2005年（平成17年）1月25日に海老沢はNHK会長を辞任した。一方、過去2年間は民放番組に奪われていた年間視聴率1位の座を奪還した。
また、裏番組の視聴率はK-1 PREMIUM 2004 Dynamite!!（TBS）の20.1%が最高だった。

## 関連番組
ザ・ロード・オブ紅白～紅白への道
放送：総合 随時
生放送　あなたが選ぶ思い出の紅白　感動の紅白!
放送：BS2 2004年12月29日 16:00 - 18:59、19:30 - 22:00
司会：見栄晴、宮本隆治、黒崎めぐみ
コーナー司会：水前寺清子
ゲスト：島倉千代子、氷川きよし、鳥羽一郎、千昌夫、尾崎紀世彦、三沢あけみ、牧村三枝子、太田裕美、森口博子、今いくよ・くるよ、多岐川裕美、大林宣彦
名場面の紹介やスタジオゲストによる紅白エピソード、この年活躍した著名人の紅白への思いのVTR、更には前回までの紅白の舞台裏紹介などを行った。